# 1988-as Vuelta ciclista a España
Az 1988-as Vuelta ciclista a España volt a 43. spanyol körverseny. 1988. április 25-e és május 15-e között rendezték. A verseny össztávja 3425 km volt, és 20 szakaszból állt. Végső győztes az ír Seán Kelly lett.

## Végeredmény
|    | Versenyző              | Csapat          | Idő           |
| -- | ---------------------- | --------------- | ------------- |
| 1  | Seán Kelly             | Kas-Mavic       | 89 óra 19' 23 |
| 2  | Raimund Dietzen        | Teka-Mavi-Alanc | 1' 27         |
| 3  | Anselmo Fuerte         | BH Sport        | 1' 29         |
| 4  | Laudelino Cubino       | BH Sport        | 2' 17         |
| 5  | Fabio Parra Pinto      | Kelme           | 2' 25         |
| 6  | Robert Millar          | Fagor-MBK       | 3' 22         |
| 7  | Jesús Blanco Villar    | Teka-Mavi-Alanc | 8' 19         |
| 8  | Álvaro Pino            | BH Sport        | 8' 25         |
| 9  | Eddy Schepers          | Fagor-MBK       | 9' 45         |
| 10 | Roberto Cordoba Asensi | BH Sport        | 10' 28        |